# Вільям Мартінес
Вільям Рубен Мартінес Каррерас, або просто Вільям Мартінес (ісп. Wílliam Ruben Martínez Carreras, 13 січня 1928, Монтевідео — 28 грудня 1997) — уругвайський футболіст, що грав на позиції захисника, зокрема, за клуб «Пеньяроль», а також збірну Уругваю.
Чемпіон світу. Семиразовий чемпіон Уругваю. Дворазовий володар Кубка Лібертадорес. Володар Міжконтинентального кубка. У складі збірної — переможець чемпіонату Південної Америки. 

## Клубна кар'єра
Народився 13 січня 1928 року. Вихованець юнацької команди футбольного клубу «Насьйональ.
У дорослому футболі дебютував 1943 року виступами за команду «Насьйональ», в якій провів три сезони.  За цей час виборов титул чемпіона Уругваю.
Згодом з 1947 по 1954 рік грав у складі команд клубів «Расінг» (Монтевідео) та «Рампла Хуніорс».
Своєю грою за останню команду привернув увагу представників тренерського штабу клубу «Пеньяроль», до складу якого приєднався 1955 року. Відіграв за команду з Монтевідео наступні сім сезонів своєї ігрової кар'єри.
Протягом 1963—1970 років захищав кольори клубів «Рампла Хуніорс», «Атлетіко Хуніор», «Рампла Хуніорс» та «Фенікс».
Завершив професійну ігрову кар'єру у клубі «Сентраль Еспаньйол», за команду якого виступав протягом 1970 року.

## Виступи за збірні
1950 року дебютував в офіційних матчах у складі національної збірної Уругваю. Протягом кар'єри у національній команді, яка тривала 16 років, провів у її формі 54 матчі, забивши 1 гол.
У складі збірної був учасником трьох Мундіалей: 1950 року у Бразилії, здобувши того року титул чемпіона світу, 1954 року у Швейцарії і 1962 року у Чилі. На бразильському чемпіонаті на поле не виходив, а ось на двох інших зіграв 9 матчів — 5 у Швейцарії і 4 у Чилі.
Взяв участь в чотирьох Чемпіонатах Південної Америки: 1953 року у Перу, на якому команда здобула бронзові нагороди, 1955 року у Чилі, 1956 року в Уругваї, здобувши того року титул континентального чемпіона, 1959 року в Аргентині).
1965 року захищав кольори олімпійської збірної Уругваю за яку провів 1 матч.
Помер 28 грудня 1997 року на 70-му році життя.

## Титули і досягнення
- Чемпіон Уругваю (7):

«Насьйональ»: 1943, 1946
«Пеньяроль»: 1958, 1959, 1960, 1961, 1962
- Володар Кубка Лібертадорес (2):

«Пеньяроль»: 1960, 1961
- Володар Міжконтинентального кубка (1):

«Пеньяроль»: 1961
- Чемпіон світу (1): 1950
- Чемпіон Південної Америки (1): 1956